# Флаг Урицка
Флаг внутригородского муниципального образования муниципальный округ Ури́цк в Красносельском районе города Санкт-Петербурга Российской Федерации — опознавательно-правовой знак, служащий официальным символом муниципального образования и знаком единства его населения.
Утверждён 18 марта 2009 года и внесён в Государственный геральдический регистр Российской Федерации.

## Описание
Представляет собой прямоугольное полотнище с отношением ширины флага к длине — 2:3, воспроизводящее композицию герба муниципального образования Урицк в красном, синем, жёлтом и белом цветах.
Геральдическое описание герба, утверждённого 18 марта 2009 года, гласило: «В червлёном (красном) поле под лазоревой (синей, голубой) главой, отделённой серебряным стропилом, завершённым вверху пятью зубцами — золотая берёза с такими же листьями и серёжками».
Геральдическое описание герба, утверждённого 20 мая 2009 года, гласит: «В червлёном (красном) поле — золотая берёза с такими же листьями и серёжками, сопровождаемая вверху серебряным стенозубчатым стропилом, поле над которым заполнено лазурью (синим, голубым)».

## Символика
Составлен на основании герба муниципального образования муниципальный округ Урицк, в соответствии с традициями и правилами вексиллологии и отражает исторические, культурные, общественные, национальные и другие местные традиции.
В сентябре 1941 года в районе Урицка шли ожесточённые бои. Здесь проходил рубеж обороны Ленинграда символически отображённый на флаге белым стропилом с зубцами. В память о боях сооружён мемориал Кировский вал в составе мемориального комплекса «Зелёный пояс Славы», включающий аллею Славы из 900 берёз, символически отображённой на флаге золотой берёзой на красном фоне.
Жёлтый цвет (золото) символизирует могущество, силу, постоянство, веру, справедливость, добродетель, верность.
Белый цвет (серебро) символизирует чистоту помыслов, искренность, правдивость, невинность, благородство, откровенность, непорочность, надежду.
Синий цвет (лазурь) символизирует славу, честь, верность, искренность, безупречность. Наличие на территории округа нескольких прудов. Протекают Ивановка, Дудергофка (Лиговка) и Дудергофский канал — естественные границы муниципального образования.
Красный цвет символизирует силу, могущество, благородство, право, мужество, храбрость, неустрашимость. Символ бесстрашия и мужества защитников Ленинграда в годы Великой Отечественной войны. Цвет пролитой крови героев- защитников Ленинграда.